# Afzetting (Verenigde Staten)

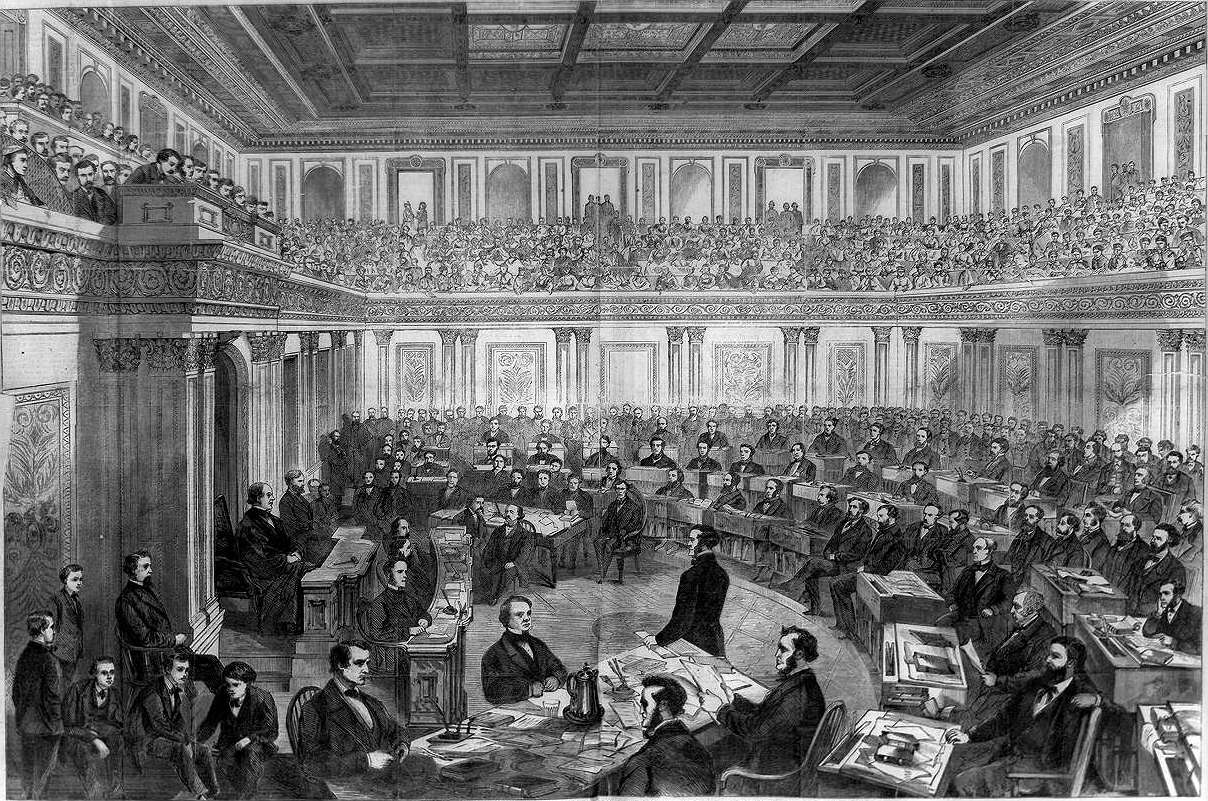
Het afzettingsproces van president Andrew Johnson in de Amerikaanse Senaat in 1868

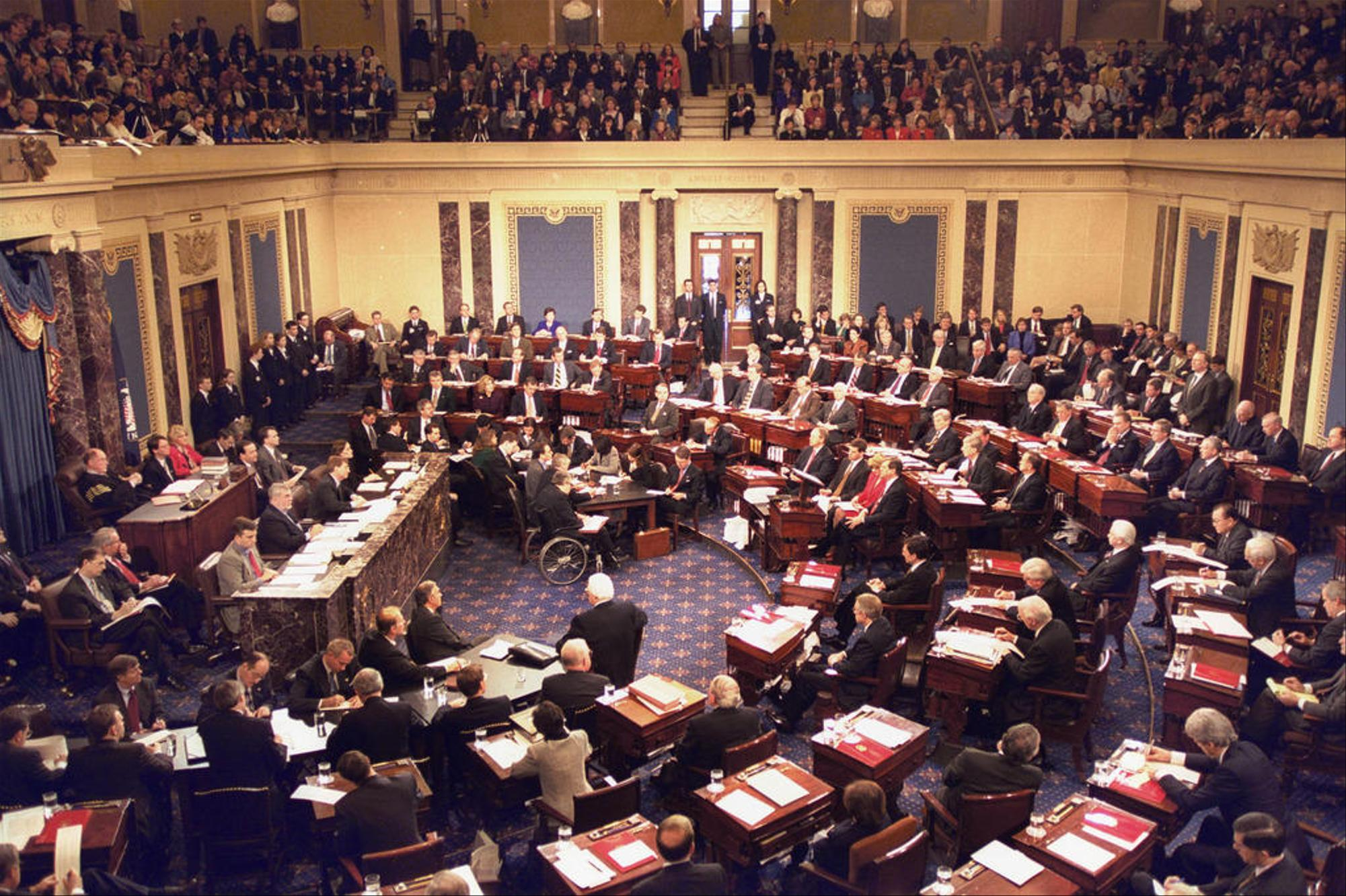
Het afzettingsproces van president Bill Clinton in de Amerikaanse Senaat in 1999

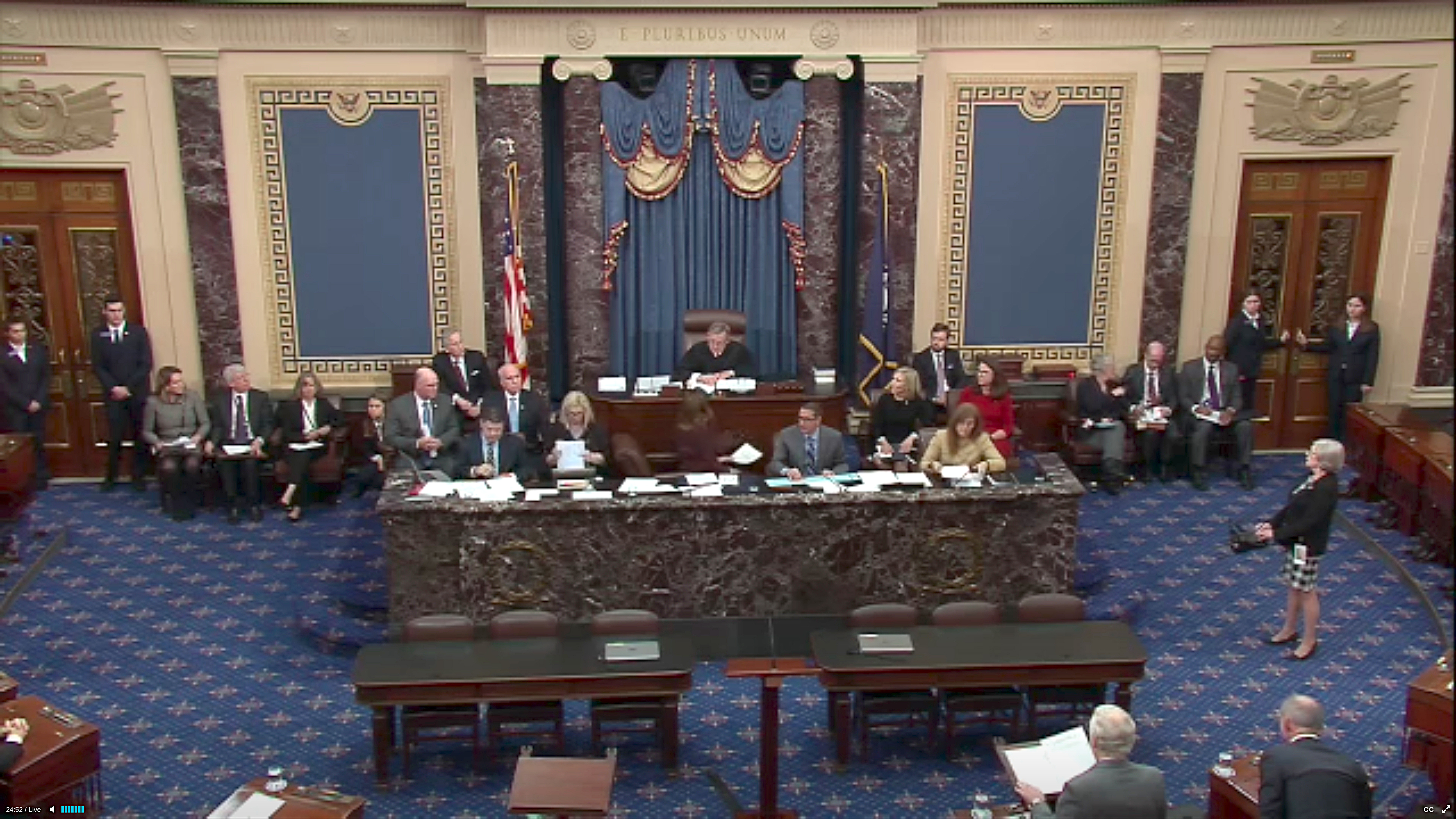
Opperrechter John Roberts zit het afzettingsproces van president Donald Trump voor in 2020

Een afzettingsprocedure in de Verenigde Staten is een proces om een bestuurder in dat land gedwongen uit zijn functie te ontheffen.

## Procedure en reikwijdte
Artikel I, sectie 2, clausule 5 van de Grondwet van de Verenigde Staten luidt:
The House of Representatives shall chuse their Speaker and other Officers; and shall have the sole Power of Impeachment.
Artikel I, sectie 3, clausule 6 luidt:
The Senate shall have the sole Power to try all Impeachments. When sitting for that Purpose, they shall be on Oath or Affirmation. When the President of the United States is tried, the Chief Justice shall preside: And no Person shall be convicted without the Concurrence of two thirds of the Members present.
Artikel I, sectie 3, clausule 7 luidt:
Judgment in Cases of Impeachment shall not extend further than to removal from Office, and disqualification to hold and enjoy any Office of honor, Trust or Profit under the United States: but the Party convicted shall nevertheless be liable and subject to Indictment, Trial, Judgment and Punishment, according to Law.
Het Huis van Afgevaardigden kan Articles of Impeachment (een tenlastelegging) tegen een functionaris aannemen met een eenvoudige meerderheid. De Senaat verricht de berechting. Als de president van de Verenigde Staten wordt berecht, leidt niet de vicepresident maar de opperrechter van het Hooggerechtshof de procedure. Voor een vonnis is een tweederdemeerderheid nodig. Het kan afzetting behelzen, en eventueel ook ontzetting uit het recht om ooit nog enig ereambt, vertrouwensambt of bezoldigd ambt binnen de Verenigde Staten te bekleden.
Er blijkt niet duidelijk uit de grondwet of een oud-president berecht kan worden. Hierdoor is in zo'n politiek proces, als het toch daartoe komt, een tweederdemeerderheid moeilijk haalbaar.

## Gronden
Artikel II, sectie 4 luidt:
The President, Vice President, and all civil Officers of the United States shall be removed from Office on Impeachment for, and conviction of, Treason, Bribery, or other High Crimes and Misdemeanors.
De president, vicepresident en alle burgerlijke functionarissen van de Verenigde Staten zullen uit hun functie ontzet worden na impeachment en schuldigverklaring aan hoogverraad, omkoperij of andere zware misdrijven of misdragingen.
De formulering "all civil Officers" laat, evenals andere bewoordingen van deze zin, veel ruimte voor interpretatie en misverstand. Gewoonlijk wordt zij opgevat als "mensen die door de president benoemd zijn". Zij omvat zeker niet de lagere ambtenaren. Het woord "High" verwijst hier naar het hoge ambt, en in de uitdrukking "High Crime" duidt het dus niet op de ernst van de overtredingen, maar op de mate waarin ze het ambt bezoedelen. De aanduiding "High Crime" wijst zelfs niet noodzakelijkerwijs op strafbare daden, maar naar ernstig laakbaar gedrag. Ook de term "misdemeanor" moet niet in de gangbare juridische betekenis opgevat worden, waarin hij duidt op lichtere misdrijven, gewoonlijk met een gevangenisstraf tot een jaar. De term wordt in dit grondwetsartikel gebruikt in de ruimere betekenis van 'criminele daden'.

## Procedures tegen presidenten
Drie presidenten van de Verenigde Staten zijn daadwerkelijk onderworpen aan een afzettingsprocedure nadat zij in staat van beschuldiging waren gesteld ('impeached') door het Huis van Afgevaardigden. Er is nog nooit een president door impeachment afgezet (wel zijn berechtingen afgebroken wegens zelf aftreden en overlijden). In alle gevallen werd in de Senaat de vereiste tweederdemeerderheid niet gehaald:
- Andrew Johnson in 1868 in de periode van de Reconstructie na de Amerikaanse Burgeroorlog. Johnson werd echter niet afgezet doordat in de Senaat één stem ontbrak voor een tweederdemeerderheid.
- Bill Clinton in 1999 in verband met onware verklaringen in de zogenoemde Lewinsky-affaire. Ook hier kwam het niet tot afzetting, doordat in de Senaat de vereiste tweederdemeerderheid niet werd gehaald. In deze afzettingsprocedures speelde vooral een belangrijke rol dat de president had gelogen (meineed gepleegd) ten overstaan van juridische en maatschappelijke instanties.
- Donald Trump in december 2019 in verband met machtsmisbruik en het tegenwerken van het Congres in de zogenoemde Oekraïne-affaire.[4] Op 26 september 2019 kondigde de voorzitter van het Huis van Afgevaardigden Nancy Pelosi aan dat het Huis een procedure zou beginnen om president Trump in beschuldiging te stellen. De aanleiding daartoe was Trumps vermeende poging om de president van Oekraïne onder druk te zetten een onderzoek in te stellen tegen zijn politieke rivaal oud-vicepresident Joe Biden, die kandidaat van de Democraten wil worden bij de presidentsverkiezing van 2020. Zes commissies van het Huis van Afgevaardigden gingen voorbereidend onderzoek doen. Later werd besloten openbare hoorzittingen te gaan houden, waarna een stemming volgde waarbij alle Republikeinse afgevaardigden tegenstemden en alle Democratische afgevaardigden die aanwezig waren voor, met uitzondering van Tulsi Gabbard die zich onthield van stemming.[5] De Articles of Impeachment werden op 15 januari 2020 overgedragen aan de Senaat. Op 5 februari 2020 werd Trump door een meerderheid van de senatoren vrijgesproken. Alle Democratische senatoren stemden voor afzetting, alle Republikeinse senatoren stemden tegen, met uitzondering van Mitt Romney.[6]
- Trump werd op 13 januari 2021 opnieuw in staat van beschuldiging gesteld ('impeached') door het Huis van Afgevaardigden, na de bestorming van het Capitool op 6 januari van dat jaar.[7] De indieners presenteerden deze afzettingsprocedure als tweede keus, als niet snel het 25e amendement van de grondwet zou worden ingeroepen, waarbij vicepresident Mike Pence met steun van acht ministers de president "unfit for command" zou verklaren;[8] Pence weigerde dit echter.[9][10] De berechting in de Senaat vond  plaats toen zijn opvolger Biden al president was. Trumps vertrek was toen weliswaar niet meer aan de orde, maar er kon nog wel besloten worden dat hij in de toekomst niet opnieuw president kon worden.[11] Veel Republikeinen (partijgenoten van Trump) stemden tegen veroordeling met als argument dat het volgens de grondwet niet mogelijk is een oud-president alsnog af te zetten.

Tegen Richard Nixon dreigden er, in verband met het zogenoemde Watergateschandaal, in het Huis van Afgevaardigden Articles of Impeachment te worden aangenomen, maar hij trad af voordat het zover kwam.